# ロナルド・フィッシャー
サー・ロナルド・エイルマー・フィッシャー（英語: Sir Ronald Aylmer Fisher, 1890年2月17日 - 1962年7月29日）は、イギリスの統計学者、進化生物学者、遺伝学者で優生学者である。現代の推計統計学の確立者であるとともに、集団遺伝学の創始者の一人であり、またネオダーウィニズムを代表する遺伝学者・進化生物学者でもあった。王立協会フェロー。

## 生涯

### 少年・青年期
少年時代から数学の才能を発揮するとともに生物学にも興味を持った。1909年、ケンブリッジ大学に進み、数学を学ぶとともにジョン・メイナード・ケインズやホレース・ダーウィン（チャールズ・ダーウィンの息子）とともに優生学研究会を組織した。
卒業後まもなく第一次世界大戦が始まるが、この時期は会社の統計係やパブリックスクールの教職などをしながら、遺伝学と統計学の研究を続けた。この時期に彼は論文『The Correlation to be Expected Between Relatives on the Supposition of Mendalian Inheritance（メンデル遺伝を仮定した場合に血縁者間に期待される相関）』を書いたが、この論文は連続変数的遺伝がメンデルの法則と両立することを示すものであるとともに、当時すでにカール・ピアソンらによって用いられていた相関分析の方法に、分散分析という非常に重要な方法を導入するものでもあった。1917年にはアイリーン・ギネスと結婚し、その後8人もの子をもうけた（自らの家庭生活に関しても優生学的な考察を行ったといわれている）。
終戦とともに新しい職探しを始め、ピアソンに招かれたものの、彼に反感を抱いてこれを断り、1919年、ハートフォードシャー州のロザムステッド農事試験場（Rothamsted Experimental Station、現在のロザムステッド研究所）の統計研究員に就職した。ピアソンや息子のエゴン・ピアソンらとは、のちに統計学に関して大論争を起こすことになる。

### 研究生活
ここでは大量のデータに関する研究を行い、結果は『Studies in Crop Variation（穀物量の変動に関する研究）』という一連の報告となった。その後の数年間がフィッシャーの全盛期であり、実験計画法・分散分析・小標本の統計理論といった革新的な業績を生み出す。実際的なデータの研究から始まって新しい統計学理論へと進むのが彼の仕事の特徴であった。この仕事は1925年に最初の成書『Statistical Methods for Research Workers（研究者のための統計学的方法）』として実を結ぶ。これはその後の長きにわたり様々な分野の研究者のスタンダードとなった。1935年には『The Design of Experiments（実験計画法）』を出版しこれもスタンダードとなる。
フィッシャーは分散分析や最尤法の手法を編み出し、統計学的十分性、フィッシャーの線形判別関数、フィッシャー情報行列などの概念を産んだ。彼の1924年の論文『On a distribution yielding the error functions of several well known statistics（よく知られた統計集団の誤差関数を与える分布について）』では、統計学全体の枠組みの中に、ピアソンのカイ二乗分布や、スチューデントのt分布を、正規分布や、彼自身の成果である分散分析やZ分布とともに位置付けた。これで20世紀の統計学の大家と呼ばれるに十分であった。
フィッシャーの集団遺伝学理論に関する業績もまた、彼をシーウォル・ライトとJ・B・S・ホールデンに並ぶこの分野の大家とした。『The Genetical Theory of Natural Selection （自然選択の遺伝学的理論 1930年）』は、対立するものと見られていた突然変異説と自然選択説を初めて融合させたもので、本書の刊行をもってネオダーウィニズム、総合説の成立とすることが多い。
またフィッシャーは「フィッシャー情報行列」の概念を1925年に導入したが、これはクロード・シャノンによる情報理論のエントロピー概念に20年以上先立つものである。フィッシャーの情報理論はここ数年、人工知能におけるベイズ推計学の発展などによって再び注目されている。

### 自然選択の遺伝学的理論
フィッシャーは優生学の熱心な推進者でもあり、その考えは彼の遺伝学に関する著作でも度々言及されている。1930年に出版された『自然選択の遺伝学的理論』では、性淘汰や擬態、権力の発達についての自説を展開しているが、その中で「生物に自然に対する適性を与える突然変異の確率は、今後突然変異の数が増大していくにつれて逆に減少していく」と主張するとともに、「集団数の増大が多様性を生み、それによって生存の機会の数も増大していく」と述べている。これらの考えは後に集団遺伝学として知られる研究分野の基礎となった。さらにフィッシャーはこの考えはヒトに関しても適用できると述べ、同書の3分の1ほどがそのことについて割かれている。
それによると「文明の衰退と凋落は、上流階級の生殖力の低下に帰することができる」とし、1911年のイギリスの国勢調査結果を基に、生殖力と社会階級とに逆関係があるという意見を述べた（少なくとも彼はそう信じていたわけだが、この見解は当然ながら客観性を欠くもので、上記の統計結果はむしろ子供が少ないことによる経済的負担の少なさに帰することができると言えよう）。そして子供の少ない家庭への補助を撤廃する一方、子だくさんの家庭に対して父親の収入に比例した補助金を出すことを提案しているが、これに関してはフィッシャー自身が8人の子供の父親であり、その養育のために彼が負わなければならなかった経済的負担が、彼の遺伝学・進化論的確信を深める原因の一つとなり、この発言もそのことと無関係ではないとする家族や友人達の証言もある。
『自然選択の遺伝学的理論』が出版されると、チャールズ・ゴールトン・ダーウィン（進化論で知られるチャールズ・ロバート・ダーウィンの孫）を初めとした複数の科学者が同書を高く評価し、特にダーウィンとはそのことが契機となって少なくとも以後3年間は親密に文通する間柄となった。同書は20世紀後半の進化生物学者ウィリアム・ドナルド・ハミルトンにも多大な影響を与え、彼の血縁選択説が成立する遺伝学的な面での礎にもなった。
また、1929年から1934年にかけて、優生学会はフィッシャーらを中心として、優生的観点から断種を容認する法律（結果的には否決されたが）の制定を求めるキャンペーンを行っている。

### その後
1933年にロザムステッドを去りユニヴァーシティ・カレッジ・ロンドンの優生学教授（カール・ピアソンの後任）となり、1936年に線形判別分析を発表したが、1939年に第二次世界大戦が勃発すると優生学科は解体され、フィッシャーはわずかな要員・備品とともにロザムステッドに戻された。落胆の中で結婚生活は破綻し、さらには長男が戦死する悲運に見舞われた。
1943年に母校ケンブリッジに招かれた。戦争が終わったら遺伝学科を再建するとの約束だったが、約束はあまり果たされなかった（かろうじて1948年にイタリアの遺伝学者カヴァッリ＝スフォルツァが招かれ1人だけで細菌遺伝学部門を作った）。彼は細々とマウス染色体のマッピングなどの仕事を続け、1949年にThe Theory of Inbreeding（近親交配の理論）として完成を見た。
その間に多くの賞を受け、1952年にはナイトの称号を受けた。
ケンブリッジを1957年に退官した後、オーストラリア・アデレードのCSIRO（Commonwealth Scientific and Industrial Research Organisation）に客員研究員として招かれた。同地で結腸がんのため死去。

## 著作

### 論文
これらの本文はアデレード大学のウェブサイトから入手可能である。
- “Frequency distribution of the values of the correlation coefficient in samples from an indefinitely large population”. Biometrika 10:  507-521. (1915).
- “The correlation between relatives on the supposition of Mendelian inheritance”. Trans. Roy. Soc. Edinb. 52:  399-433. (1918).
- “On the mathematical foundations of theoretical statistics”. Philosophical Transactions of the Royal Society, A 222:  309-368. (1922).
- “On the dominance ratio”. Proc. Roy. Soc. Edinb. 42:  321-341. (1922).
- “On a distribution yielding the error functions of several well known statistics”. Proc. Int. Cong. Math. Toronto 2:  805-813. (1924).
- “Theory of statistical estimation”. Proceedings of the Cambridge  Philosophical Society 22:  700-725. (1925).
- “Applications of Student's distribution”. Metron 5:  90-104. (1925).
- “The arrangement of field experiments”. J. Min. Agric. G. Br. 33:  503-513. (1926).
- “The general sampling distribution of the multiple correlation coefficient”. Proceedings of Royal Society, A 121:  654-673. (1928).
- “Two new properties of mathematical likelihood”. Proceedings of Royal Society, A 144:  285-307. (1934).
- FISHER, R. A. (September 1936). “The use of multiple measurements in taxonomic problems”. Annals of Eugenics 7 (2):  179–188. doi:10.1111/j.1469-1809.1936.tb02137.x.
- R. A. Fisher; Frank Yates (1938). Statistical tables for biological, agricultural and medical research. 13. p. 285. doi:10.1002/bimj.19710130413.

### 書籍
著作リストはアデレード大学のウェブサイトにある。
- Statistical Methods for Research Workers. (1925). ISBN 0050021702
- The Genetical Theory of Natural Selection. (1930). ISBN 0198504403
- The design of experiments. (1935). ASIN B0000CKL1X. ISBN 0028446909
- The theory of inbreeding. (1949). ISBN 0122575504.ISBN 0050008730
- Contributions to mathematical statistics. (1950). ASIN B0000CHSZU
- Statistical methods and statistical inference. (1956). ISBN 0028447409

### 伝記
- Fisher, Box Joan (1978). R. A. Fisher: The Life of a Scientist. New York: Wiley. ISBN 0471093009
- Yates F & Mather K (1963). Ronald Aylmer Fisher. Biographical Memoirs of Fellows of the Royal Society of London 9. pp. 91-120

## 受賞歴
- 1930年 - ウェルドン記念賞
- 1938年 - ロイヤル・メダル
- 1946年 - ガイ・メダル金メダル
- 1953年 - クルーニアン・メダル
- 1955年 - コプリ・メダル
- 1958年 - ダーウィン＝ウォレス・メダル